# Scheldeprijs

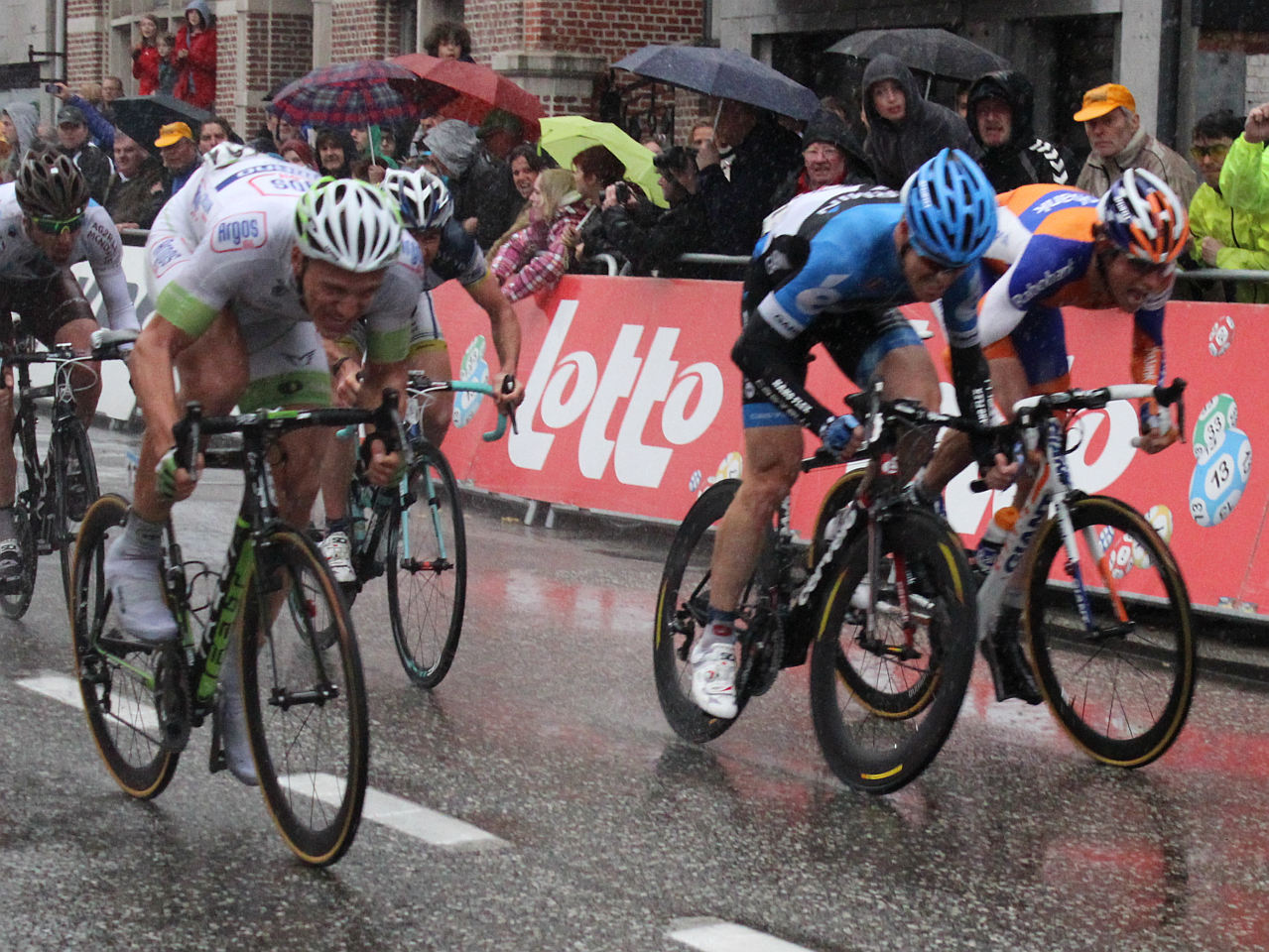
Spurten i Scheldeprijs 2012. Marcel Kittel (i vitt till vänster) vinner loppet för första gången. Tyler Farrar (i blått) blir tvåa och Theo Bos (i orange) trea.

Scheldeprijs (nederländska/flamländska) eller Grand Prix de l'Escaut (franska) är ett endags cykellopp i Flandern, Belgien som avgörs i april mellan vårklassikerna Flandern runt och Paris-Roubaix. Det är det äldsta kvarvarande av de årligen återkommande cykelloppen i Flandern och det kördes för första gången 1907 och bara blivit inställt under de båda världskrigen. Två upplagor av loppet kördes 1926 (ett lopp speciellt för "oberoende" och ett för de som körde i lag). Loppet har fått sitt namn efter floden Schelde (på franska Escaut).
Från början var det ett lopp som kördes enbart i Belgien, men sedan 2018 är starten förlagd till Terneuzen, Nederländerna, och målgången till Schoten, Belgien, där det avslutas med tre varv på en 15 km lång slinga. Bansträckningen är i stort sett helt platt, varför loppet oftast vinns av någon sprinter och kallas för en "sprintklassiker". Rutten innehåller flera gatstensstäckor och vinden kan vara problematisk i det öppna jordbrukslandskapet.
Flest segrar, fem, har Marcel Kittel, medan Piet Oellibrandt och Mark Cavendish vunnit tre gånger var.
Loppet var från 2005 till 2019 en del av UCI Europe Tour och klassificerades som 1.HC. 2020 flyttades det till UCI ProSeries, kategori 1.Pro.
Sedan 2021 hålls även en tävling för damer samma dag som herrarnas lopp.

## Segrare

### Herrar
2025  Tim Merlier
2024  Tim Merlier
2023  Jasper Philipsen
2022  Alexander Kristoff
2021  Jasper Philipsen
2020  Caleb Ewan
2019  Fabio Jakobsen
2018  Fabio Jakobsen
2017  Marcel Kittel
2016  Marcel Kittel
2015  Alexander Kristoff
2014  Marcel Kittel
2013  Marcel Kittel
2012  Marcel Kittel
2011  Mark Cavendish
2010  Tyler Farrar
2009  Alessandro Petacchi
2008  Mark Cavendish
2007  Mark Cavendish
2006  Tom Boonen
2005  Thorwald Veneberg
2004  Tom Boonen
2003  Ludovic Capelle
2002  Robbie McEwen
2001  Endrio Leoni
2000  Endrio Leoni
1999  Jeroen Blijlevens
1998  Servais Knaven
1997  Erik Zabel
1996  Frank Vandenbroucke
1995  Rossano Brasi
1994  Peter Van Petegem
1993  Mario Cipollini
1992  Wilfried Nelissen
1991  Mario Cipollini
1990  John Talen
1989  Jean-Marie Wampers
1988  Jean-Paul van Poppel
1987  Etienne De Wilde
1986  Jean-Paul van Poppel
1985  Adri van der Poel
1984  Ludo Peeters
1983  Jan Bogaert
1982  Ludo Schurgers
1981  Ad Wijnants
1980  Ludo Peeters
1979  Daniël Willems
1978  Dietrich Thurau
1977  Marc De Meyer
1976  Frans Verbeeck
1975  Ronald De Witte
1974  Marc De Meyer
1973  Freddy Maertens
1972  Eddy Merckx
1971  Gust Van Roosbrock
1970  Roger De Vlaeminck
1969  Walter Godefroot
1968  Edouard Sels
1967  Paul In't Ven
1966  Joseph Spruyt
1965  Willy Vannitsen
1964  Jos Hoevenaers
1963  Petrus Oellibrandt
1962  Petrus Oellibrandt
1961  Raymond Vrancken
1960  Petrus Oellibrandt
1959  Willy Butzen
1958  Raymond Vrancken
1957  Rik Van Looy
1956  Rik Van Looy
1955  Briek Schotte
1954  Roger Decock
1953  Hans Dekkers
1952  Roger Decorte
1951  Ernest Sterckx
1950  André Pieters
1949  Roger Decorte
1948  Achiel Buysse
1947  René Mertens
1946  Stan Ockers
1945 Ingen tävling
1944  Frans Knaepkens
1943  Eloi Meulenberg
1942  Lode Busschops
1941  Stan Ockers
1940 Ingen tävling
1939  Achille Buysse
1938  Antoine Dignef
1937  Sylvain Grysolle
1936  Marcel Van Schil
1935  Gérard Loncke
1934  Léon Tommies
1933  Flander Horemans
1932  Godfried De Vocht
1931  Godfried De Vocht
1930  Dennis Verschueren
1929  Joseph Wauters
1928  Josef Dervaes
1927  Georges Ronsse
1926  Josef Dervaes (lag)
1926  Marcel Cloquet (oberoende)
1925  Karel Van Hassel
1924  René Vermandel
1923  Emile Thollembeek
1922  Florent Vanden Bergh
1921  René Vermandel
1920  Victor Lenaers
1919  Isidore Merchant
1918 Ingen tävling
1917 Ingen tävling
1916 Ingen tävling
1915 Ingen tävling
1914  Jacques Octave
1913  Joseph Van Wetter
1912  Joseph Van Wetter
1911  Florent Luyckx
1910  Florent Luyckx
1909  Raymond Van Parijs
1908  Adrien Kranskens
1907  Maurice Leturgie

### Damer
2025  Elisa Balsamo
2024  Lorena Wiebes
2023  Lorena Wiebes
2022  Lorena Wiebes
2021  Lorena Wiebes